# Інституції Європейського Союзу

Взаємодії установ ЄС

Інституції Європейського Союзу — органи Європейського союзу, які представляють і забезпечують загальні для всіх країн-членів інтереси. На цей момент по всіх домовленостях, що пов'язують усі країни-члени на загальних положеннях, сформовані сім головних керівних органів ЄС: Європейський парламент, Європейська рада, Рада Європейського Союзу, Європейська комісія, Суд Європейського Союзу, Європейський центральний банк та Європейський суд аудиторів.

## Історія
Більшість установ ЄС були створені разом з появою Європейської спільноти з вугілля та сталі 1950 р. Зміни у структурі відбулися під час періоду переходу влади від Ради до Парламенту. Головна роль Європейської комісії полягала в тому, щоб бути посередником між двома інституціями. Проте, Комісія почала ставати більш підзвітною Парламенту: 1999 р. він змушує піти у відставку Комісію Сантера і робить зміни в пропонованій Комісії Баррозу 2004 р. Розвиток Інституцій Європейського Союзу разом з поступовими змінами та угодами, є свідченням еволюції без єдиного чіткого плану. Том Рейд і Вашингтон Пост коментують систему Інституцій ЄС:
| Ліві лапки | ніхто спеціально не спроєктував би правління так складно і надмірно як це є в Європейському Союзі. | Праві лапки |

## Перші кроки
Перша інституція виникла на початку 1950-х рр. разом з появою Європейської спільноти з вугілля та сталі. Вона базувалася на декларації Робера Шумана, в якій було запропоновано об'єднання європейських країн під єдиним керівництвом вугільних і сталеплавильних ресурсів передусім Франції та Німеччини. Спільнота була спроєктована з метою створення ринків збуту сталі, вугілля та інших матеріалів, необхідних для ведення війни. Ці ринки були б під контролем наддержавного органу з метою заохочення миру й економічного розвитку. Перші інституцій Європейської спільноти, були підпорядковані незалежному виконавчому Вищому Управлінню, за діяльністю якої спостерігав і контролював Європейський суд.
Для врівноваження влади Вищої Ради було запропоновано організація двох органів. З цією метою була створена Загальна Асамблея за пропозицією Жана Моне, до якої входило 78 національних парламентаріїв і Рада Міністрів — міжурядовий орган, покликаний узгодити національну політику європейських держав.

## Зміни
Протягом наступних років зазнали змін Європейський Суд і Європарламент. Пізніше до інституцій додався ще один орган — Єврокомісія. Французький уряд запропонував обмежити владу Вищого Управління, надаючи Раді більші повноваження в контролі виконавчої влади.
1967 р. за Договором злиття ці спільноти були перетворені на Європейські Спільноти. Інституції були створенні у межах Європейської економічної спільноти, зокрема чинна Комісія була перетворена на Комісію спільноти. За Римськими договорами Загальна Асамблея, яку спочатку перейменували на Парламентську Асамблею, а згодом на Європарламент, стала виборчим органом.
Маастрихтський договір розширив владу Ради і надав їй ключову роль в «двох нових стовпах» Європейської спільноти, побудованих на міжурядових принципах. Лісабонський договір 2009 р. збільшив повноваження Європарламенту. Були введені нові правила розподілу місць у цій інституції. Посада Верховного Представника була об'єднана з Європейським Комісаром із зовнішніх стосунків.
Призначення Президента Комісії залежить від результатів останніх виборів в ЄС. У Раді Міністрів рішення ухвалюється кваліфікованою більшістю.
2009 р. Європейська Рада стала однією з офіційних установ ЄС. Було запроваджено пост Президента Європейської Ради. Так само зазнав деяких змін Європейський Суд. Окрім того, Європейський центральний банк перетворився на повноцінний орган ЄС.

## Перелік органів ЄС
На терені Європейського Союзу існує три інституції, що є відповідальними за виконавчу та законодавчу владу. Рада ЄС репрезентує уряд, Європарламент — народ, а Комісія відповідає за інтереси Європи. Рада і Парламент подають запит до Єврокомісії на створення законопроєкту. Єврокомісія ознайомлюється і складає проєкт, який потім розглядається Парламентом і Радою.
| Європейська рада - Спрямовують і спонукають - | | Рада Європейського Союзу - Законодавча влада - | | Європейський парламент - Законодавча влада - |  | Європейська комісія - Виконавча влада - |  |  |
| Члени Європейської ради 2011 року | Кімната Ради ЄС | Європейський парламент | Будівля Європейської комісії |                                              |  |                                         |  |  |
| - зустріч на вищому рівні глав держав чи урядів, Голови Європейської Ради і Президента Європейської комісії - дає необхідний політичний стимул для розвитку Союзу і встановлює її загальні цілі та пріоритети - не відноситься до виконавчої влади - базується в Брюсселі | - діє спільно з Європарламентом як законодавчий орган - спільно з Європарламентом здійснює контроль над бюджетом - забезпечує координацію широкої економічної та соціальної політики і встановлює принципи Спільної зовнішньої та безпекової політики - укладає міжнародні угоди - базується в Брюсселі | - діє спільно з Радою ЄС як законодавчий орган - спільно з Радою ЄС здійснює контроль над бюджетом і остаточно затверджує його - здійснюють демократичний контроль над інституціями, включаючи Європейську комісію та затверджує членів Комісії - пленарні засідання проходять у Страсбурзі і Брюсселі | - є вищим органом виконавчої влади - надає пропозиції щодо нового законодавства до Європарламенту та Ради ЄС - реалізовує політику - розпоряджається бюджетом - забезпечує дотримання Європейського права - узгоджує міжнародні угоди - базується в Брюсселі |                                              |  |                                         |  |  |
| | | | |                                              |  |                                         |  |  |

| | Суд справедливості Європейського Союзу - Судова влада - |                                                                 | Європейський центральний банк - Центральний банк - |  | Європейський суд аудиторів - Фінансовий контроль - |  |
| Кімната Суду Справедливості ЄС | Європейський Центральний Банк | Будівля Європейського суду аудиторів                            |                                                    |  |                                                    |  |
| - забезпечує однакове застосування і тлумачення Європейського права - має право вирішувати правові спори між державами-членами, установами, підприємствами та приватними особами - базується у Люксембурзі | - спільно з національними центральними банками утворює Європейську систему центральних банків і тим самим визначає грошову політику єврозони - забезпечує цінову стабільність в єврозоні шляхом регулювання грошової маси - базується у Франкфурті-на-Майні | - перевіряє належне виконання бюджету - базується у Люксембурзі |                                                    |  |                                                    |  |

### Європейський парламент
Європарламент разом з Радою Європейського Союзу є законодавчим органом ЄС, 736 членів якого вибирають кожні 5 років шляхом загального голосування. Вони представляють інтереси приблизно 500 мільйонів мешканців і створюють єдиний орган ЄС, який обирається безпосередньо громадянами. Попри те, що Парламент є один з двох органів законодавчої влади в Союзі, він має менше влади ніж Європейська Рада. Але демократизм і постійне зростання влади призвело до того, що Європарламент є одним з найпотужніших органів законодавчої влади в світі.
Італійський політик Антоніо Таяні — президент і спікер Парламенту, був обраний членами Європарламенту 2017 р.

### Європейська Рада
Європейською радою називають регулярні зібрання глав держав ЄС. Раду скликають 4 рази на рік з метою визначення порядку денного Союзу і спонукати подальшу інтеграцію. Президент Ради, що обирається на два з половиною роки з можливістю одноразового переобрання, є відповідальним за розвиток вищого політичного органу ЄС.
З 1 грудня 2024 року Президентом Європейської Ради є португальський політик Антоніу Кошта.

### Рада Європейського Союзу
Рада Європейського Союзу (Рада Міністрів) — третя із семи інституцій ЄС, що разом із Європейським Парламентом є органом законодавчої влади з обмеженими повноваженнями виконавчої. Це робить її основним органом, що приймає рішення в питаннях Союзу. Рада складається з 28 міністрів з кожної із держав-членів, профіль яких різниться залежно від обговорюваного питання. Посаду Президента Ради Європейського Союзу обіймають країни-члени по черзі кожні 6 місяців. Цей орган є окремий від Європейської Ради. Фактично він залишається таким самим, але складається з представників різних націй.
У період із липня по грудень 2018 року у Раді Європейського Союзу головує Австрія.

### Європейська комісія
Європейська комісія є виконавчим органом ЄС з обмеженими повноваженнями, але має виняткове право на законодавчу ініціативу, які після прийняття отримують статус постанов та директив. Неформально, Комісія отримала назву «Охоронець Договорів» через свій обов'язок наглядача за виконанням прийнятих рішень і договорів ЄС. Єврокомісія несе відповідальність за фонди Співтовариства, які складають частину його бюджету.
Комісію очолює Президент обраний на 5 років, який висувається Європейською Радою та затверджується більшістю голосів Європейського Парламенту. Кандидат у Президенти обирає Віцепрезидента та Комісарів за пропозицією держав-членів, вони мають бути схвалені Європейською Радою. Згодом, кожен кандидат виступає перед Європейським Парламентом, викладає своє бачення та відповідає на питання, після чого склад Комісії виноситься єдиним пакетом на голосування. Врешті, кандидати мають бути схвалені на засіданні Європейської Ради кваліфікованою більшістю.
Зараз Комісію очолює Урсула фон дер Ляєн

### Суд Справедливості Європейського Союзу
Суд Справедливості Європейського Союзу — орган судової влади Європейського Союзу, що тлумачить законодавство ЄС, щоб переконатись, що воно застосовується однаково в усіх країнах ЄС, і вирішує юридичні суперечки між національними урядами та інституціями ЄС.
В деяких випадках це також може використовуватися окремими особами, компаніями або організаціями для вчинення дій проти інституції ЄС, якщо вони відчувають, що їхні права якимось чином порушені.
Суд складається з: 
Європейського Суду Справедливості (Суду Справедливості), у складі якого є по одному Судді від кожної із держав-членів та 11 Адвокатів
Суду Загальної Юрисдикції Європейського Союзу — 47 Суддів (у 2019 — 56).

### Європейський центральний банк

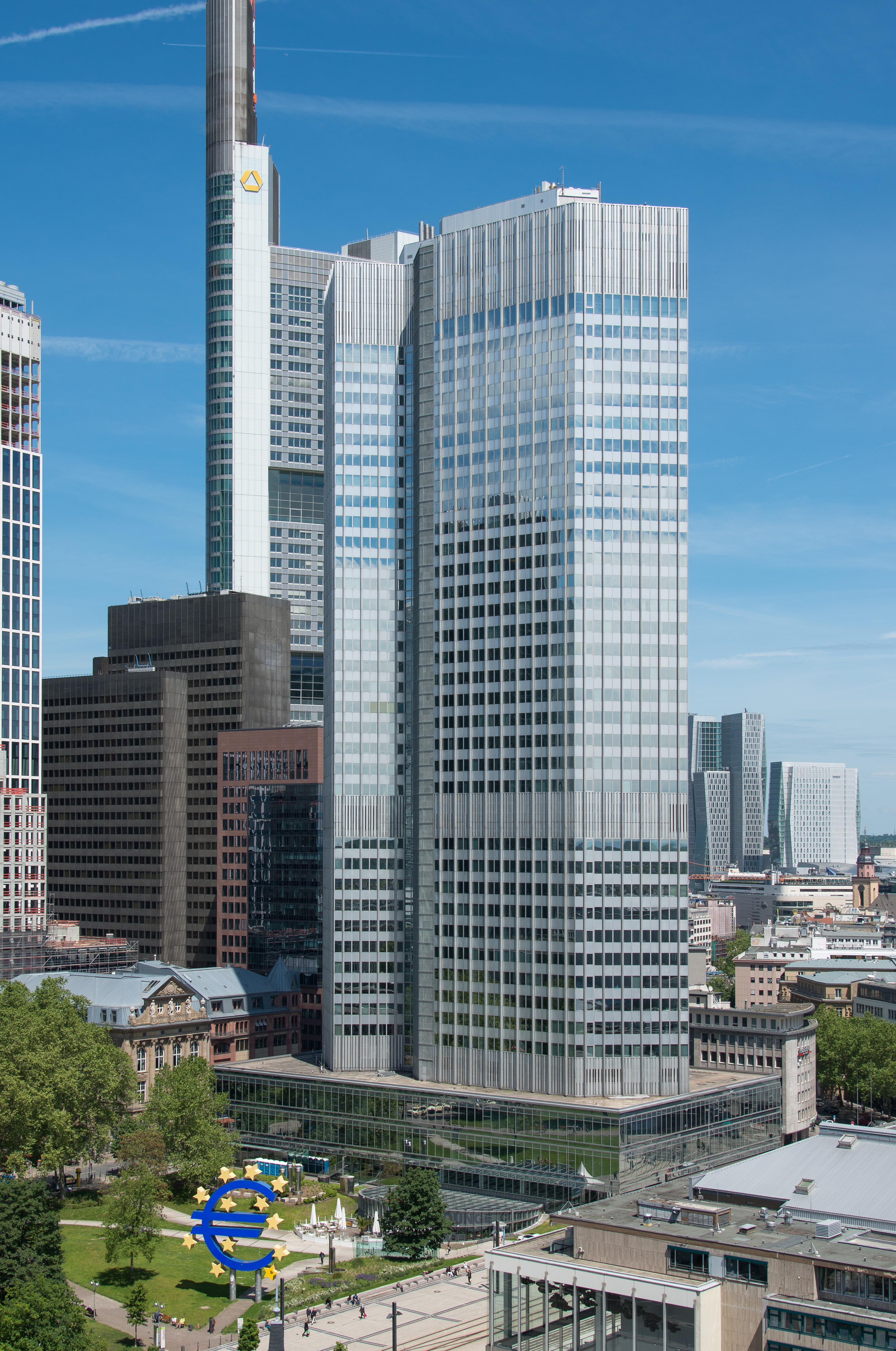
Європейський центральний банк

Центральний банк Євросоюзу та зони євро, який контролює монетарну політику і підтримує цінову стабільність. Заснований 1 червня 1998 р. і є частиною Європейської системи центральних банків, що охоплює всі національні банки ЄС. Штаб-квартира Євробанку розташована в німецькому місті Франкфурт-на-Майні. До його штату входять представники усіх країн-членів ЄС. Центральний банк є повністю незалежним від решти органів ЄС.

### Європейський суд аудиторів
Основним завданням Європейського суду аудиторів (Рахункової палати ЄС) є забезпечення того, що кошти платників податків правильно використовуються. Парламент використовує аудиторські звіти, зібрані Палатою за кожний фінансовий рік, при ухвалені бюджетного плану, який надає Єврокомісія. Суд аудитів також надає оцінки фінансовому законодавству та пропозиції щодо боротьби з шахрайством.
Європейський суд аудитів, заснований 1975 р. був створений незалежним інститутом ЄС. У свій склад включає по одному представнику з кожної країни-члена, яких призначає Рада ЄС на кожні шість років. Кожні три роки один з них вибирається на посаду Президента Палати.
Під час планування бюджету на наступний рік Рахункова Палата співпрацює з двома дорадчими органами: Європейським економічним і соціальним комітетом і Комітетом регіонів. Перший виражає позиції громадянського суспільства, тоді як другий відповідає за регіональні та місцеві органи влади. Комітет Регіонів надає Комісії та Раді свої висновки щодо ухвалення правових актів, коли консультації з ним є необхідною передумовою законності ухваленого правового акту, але не мають обов'язкової юридичної сили.

## Акти і процедури
Існують кілька видів законодавчих актів, які ухвалюють органи ЄС. Акт або закон, який повинен бути виконаний повною мірою, називається постановою. Далі ідуть директива — інструмент прямої дії, орієнтований на конкретну особу чи групу людей з метою досягнення визначених у ній цілей.

## Розташування

Місцерозташування штаб-квартир Інституцій ЄС

Інституції Євросоюзу не зосереджені в одній столиці, їх штаб-квартири розташовані в Брюсселі, Люксембурзі, Страсбурзі та Франкфурті.
Нинішній порядок, затверджений 1992 р., пов'язаний з Амстердамським Договором, який вносить деякі поправки до положень Договору про ЄС. У договорі зазначається, що Єврокомісія і Рада засідають у Брюсселі, Європейський Суд  — у Люксембурзі, а Європарламент — у Страсбурзі. Проте, кілька відділів Комісії і деякі зібрання Ради проходять у Люксембурзі, сесії Парламенту можуть відбуватися в Брюсселі, тоді як його секретаріат засідає в Люксембурзі. Така нова інституція як Центральний Банк розташований у Франкфурті, Європейська Рада — в Брюсселі.
Саме Брюссель став центром ЄС через те, що там проходить більшість зібрань Союзу. ЄС і НАТО привертають набагато більше уваги журналістів і послів аніж Вашингтон.
Проте, «Угоди Трьох Міст» отримали критичні відгуки, посилаючись на той факт, що багатьом людям доводитися працювати у кількох містах, замість того щоб мати єдиний центр. Європейська партія зелених заявила, що розташування штаб-квартир інституцій у різних містах обходиться в 200 млн євро і 20,268 тонни двооксиду вуглецю.Брюссель обирають для зібрань Європейського Союзу через розташування там основних інституцій, проте Страсбург має підтримку через свою історичну значущість для Європейської спільноти.